# Josh Tenorio
Joshua "Josh" Franquez Tenorio là một chính khách và doanh nhân thuộc Đảng Dân chủ người Guam, là Phó Thống đốc Guam thứ mười và đương nhiệm, kể từ tháng 1 năm 2019. Ông là Phó Thống đốc đồng tính công khai đầu tiên được bầu ở Hoa Kỳ.

## Đầu đời
Tenorio là con trai của Jesus Atoigue Tenorio, một người đàn ông điện thoại đã nghỉ hưu, và Therese Franquez Tenorio, một giáo viên đã nghỉ hưu.  Cha của ông đã bị giết bởi một người lái xe say rượu vào năm 1994.
Ông được bầu vào Đại hội Thanh niên Guam năm 1989 khi mới 15 tuổi và phục vụ trong ba nhiệm kỳ, đỉnh cao là ông được bầu làm Diễn giả của Đại hội Thanh niên Guam năm 1991. Ông tốt nghiệp trường Trung học Nghề Cao đẳng Cộng đồng Guam năm 1991.
Ông theo học tại Đại học Guam từ năm 1991 đến năm 1996, nhận bằng BA khoa học chính trị và lịch sử.

## Đời tư
Joshua Tenorio là người đồng tính công khai. Ông là anh em họ xa với người tiền nhiệm của mình, Ray Tenorio, người đã giành vé Leon Guerrero/Tenorio đánh bại trong cuộc bầu cử thống đốc năm 2018.
Vào ngày 12 tháng 8 năm 2020, Tenorio thông báo rằng ông đã có kết quả xét nghiệm dương tính với vi rút COVID-19 và có các triệu chứng nhẹ.